# Distrito de Wągrowiec
Wągrowiec (polaco: powiat wągrowiecki) es un distrito (powiat) del voivodato de Gran Polonia (Polonia). Fue constituido el 1 de enero de 1999 como resultado de la reforma del gobierno local de Polonia aprobada el año anterior. Limita con otros siete distritos: al noroeste con Chodzież, al norte con Piła, al nordeste con Nakło, al este con Żnin, al sur con Gniezno, al suroeste con Poznań y al oeste con Oborniki; y está dividido en siete municipios (gmina): uno urbano (Wągrowiec), dos urbano-rurales (Gołańcz y Skoki) y cuatro rurales (Damasławek, Mieścisko, Wągrowiec y Wapno). En 2011, según la Oficina Central de Estadística polaca, el distrito tenía una superficie de 1039,65 km² y una población de 68 757 habitantes.